# 팔리 논장
팔리 논장 또는 아비담마 삐따까(Abhidhamma Piṭaka)는 팔리어 불경 중 중요 논서를 모은 것으로, 팔리 삼장(Tipiṭaka)) 중 마지막 3번째 묶음이다.
7개 만으로 이루어져 있어서 7론(七論)이라고도 하며, 이 7개 이외의 논서는 모두 주석서인 앗타까타(aṭṭhakathā)나 장외(藏外)로 취급된다.

## 구성
7개의 논서로 이루어져 있어 7론(七論)이라고도 한다.
1. 담마상가니(Dhammasaṅgaṇi, 법취론(法聚論), 법집론(法集論), Ds)
2. 비방가(위방가, Vibhaṅga, 분별론(分別論), Vibh)
3. 다뚜까타(다뚝까타, Dhātukathā, 계설론(界說論), 계론(界論), Dhātuk)
4. 뿍갈라빤띠(뽁깔라핀나티, Puggalapaññatti, 인시설론(人施設論), Pp)
5. 까타왓투(까타와트, Kathāvatthu, 논사론(論事論), Kv, Kvu)
6. 야마까(Yamaka, 쌍대론(雙對論), 쌍론(雙論), Yam)
7. 빳타나(빠타나, Paṭṭhāna, 발취론(發趣論), Paṭṭh)

## 한국어 번역본
- 각묵스님 옮김, 《위방가: 법의 분석》(빠알리 논장, 울산: 초기불전연구원), 제1권~제2권, 2018.
- 각묵스님 옮김, 《담마상가니: 법의 갈무리》(빠알리 논장, 울산: 초기불전연구원), 제1권~제2권, 2016.

## 주석서
- 앗타살리니(Atthasālinī, 의탁월론(義卓越論), 승의론소(勝義論疏), As) — 담마상가니(Dhammasaṅgaṇi)의 주석서
- Sammohavinodanī, 제의론(除癡論), 제견미망소(除遣迷妄疏)(Vibh-a) — 비방가(Vibhaṅga)의 주석서
- Pañcappakaraṇa-aṭṭhakathā, 오론주해(五論註解), 오론의소(五論義疏)(Ppk-a) — 다뚜까타(Dhātukathā), 뿍갈라빤띠(Puggalapaññatti), 까타왓투(Kathāvatthu), 야마까(Yamaka), 빳타나(Paṭṭhāna) 모두 5가지 논서의 주석서

## 주석서의 주석서
- Ananda Vanaratanatissa의 Linatthapada-vannana —  Atthasālinī의 주석서[1]
- Culla Dhammapala의 Linatthavanna — Linatthapada-vannana의 주석서
- Dhammapala의 Paramatthamanjusa(Vism-mhṭ) — 위숫디막가(Visuddhimagga, 청정도론)의 주석서

## 같이 보기
- 팔리성전협회